# Bocages Mauereidechse
Bocages Mauereidechse (Podarcis bocagei) ist eine Eidechsenart aus der Gattung der Mauereidechsen, die im Nordwesten der Iberischen Halbinsel endemisch ist.

## Äußeres
Bocages Mauereidechse hat eine Kopf-Körper-Länge von etwa fünf bis sieben Zentimeter. Die Schwanzlänge beträgt etwa das Doppelte. Sie galt früher als Unterart der Spanischen Mauereidechse, obwohl sie nicht so flach wie diese ist. Darüber hinaus ist sie vom Körperbau her robuster und die Weibchen sind in geringerem Maße längs gestreift.
Der Rücken der Männchen ist häufig grün, die Flanken orangebraun mit dunklem Netzmustern. Oft ist dieses von hellen Längsstreifen begrenzt, teilweise auch mit einem blauen Schulterfleck. Der Bauch ist weißlich bis orange und zusätzlich dunkel gefleckt. 

## Lebensraum

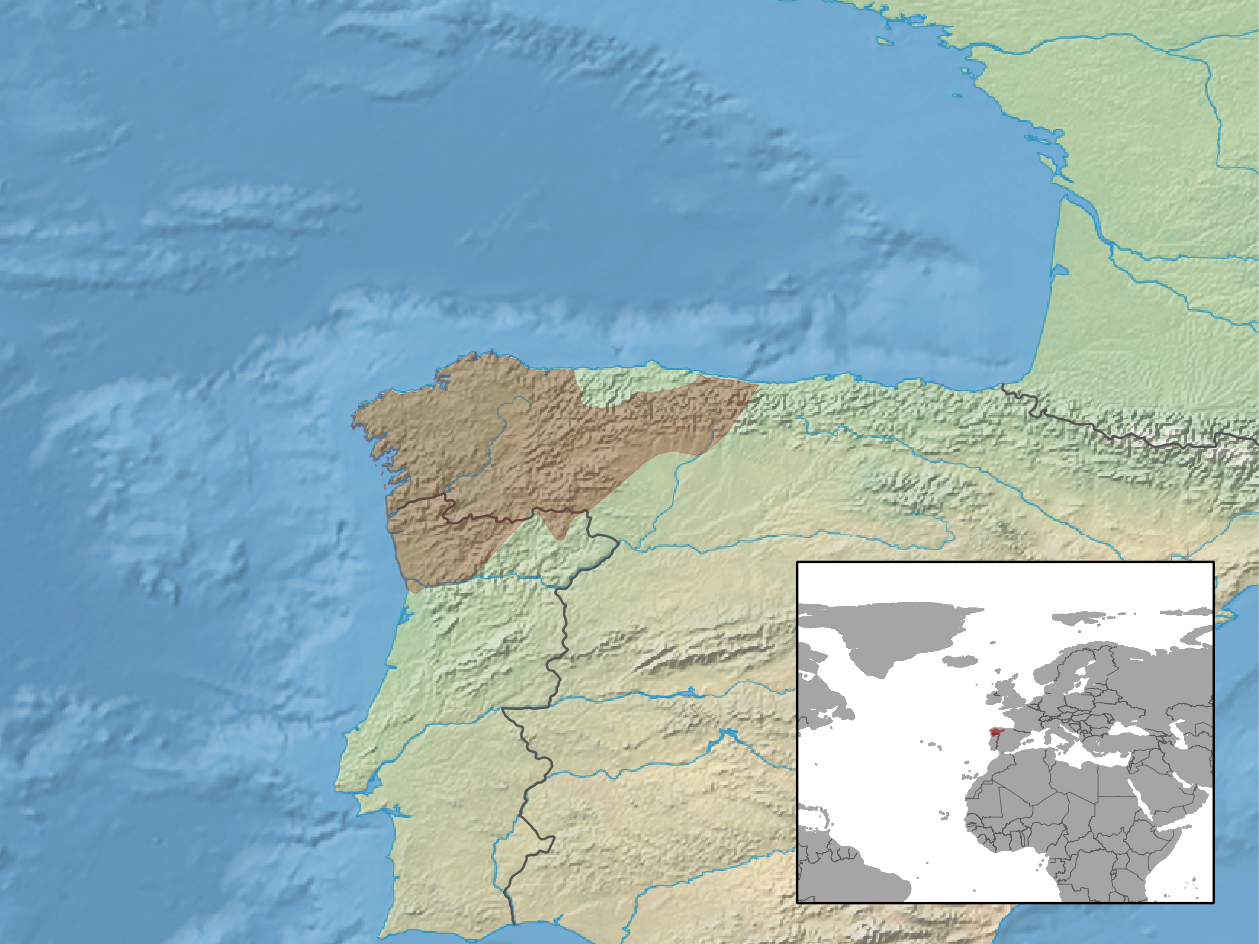
Verbreitungsgebiet

Die Eidechse ist nur im Nordwesten der Iberischen Halbinsel (Nordwestspanien, Nordportugal) zu finden, dort im Flach- und Bergland bis zu einer Höhe von 1900 Meter über dem Meeresspiegel. Sie lebt vor allem auf trockenen, steinigen und teilweise bewachsenen Hängen. Allerdings klettert sie nicht so gut wie die Spanische Mauereidechse.

## Weitere Arten
Eine weitere Art ist die Carbonell-Mauereidechse (Podarcis carbonelli), die in zwei Unterarten verbreitet ist. (P. c. carbonelli, P. c. berlengsis Verbreitung in blau). Ihr Lebensraum liegt im westlichen Zentralspanien und östlichem Portugal sowie in Südspanien. Sie galt bis vor kurzem als Unterart von Podarcis bocagei. Auffällig ist, dass die Flanken der Männchen dieser Art ein kräftiges Grün besitzen. 